# 海久型哨戒艇
海久型哨戒艇（海鳩型とも; ハイチウがたしょうかいてい、英語: Haijjiu-class patrol crafts）は、中国人民解放軍海軍の哨戒艇（駆潜艇）の艦級に対して付与されたNATOコードネーム。中国人民解放軍海軍での名称は037-I型駆潜艇（037-I型反潜护卫艇）
基本的には、1960年代より就役していた037型駆潜艇（海南型）の船体を延長し、近接防空用の69式30mm機銃（ロシア製AK-230の中国版）を搭載した発展型となっている。航続距離は、増槽を搭載すれば1,800海里まで延伸することができる。なお697号艇では、艦尾側の57mm砲を撤去して、フランス製のSS.12可変深度ソナーを搭載している。
037型は100隻以上が建造されたのに対して、本型は4隻が建造されたのみであったが、哨戒艇としての性格を強めた037-IS型（海情型）や、艦対艦ミサイルを搭載した037-IG型（紅星型）などに発展した。